# دبلیودبلیوئی برگینگ رایتس
دبلیودبلیوئی بِرَگینگ رایتس (به انگلیسی: WWE Bragging Rights) یک رویداد غیر رایگان (Pay-Per-View) در کشتی حرفه ای و شبکه دبلیودبلیوئی بود که توسط کمپانی دبلیودبلیوئی، یک کمپانی کشتی حرفه‌ای مستقر در کانتیکت، تولید می شد. این رویداد نخستین بار در سال ۲۰۰۹ برگزار شد و جایگزین پی پر ویو سایبر ساندی شد. آخرین دوره از این رویداد در سال ۲۰۱۰ برگزار شد. محور اصلی این رویداد، نبرد کشتی گیران دو برند اصلی کمپانی دبلیودبلیوئی یعنی راو و اسمکدان بود.  

## لیست رویداد های برگزار شده با این نام
| #                                                      | رویداد              | تاریخ         | شهر                   | سالن برگزاری | مسابقه اصلی                                                                                       | برنده برند | تیم ها | منابع. |
| ------------------------------------------------------ | ------------------- | ------------- | --------------------- | ------------ | ------------------------------------------------------------------------------------------------- | ---------- | --- | ------ |
| ۱                                                      | برگینگ رایتس (۲۰۰۹) | ۲۵ اکتبر ۲۰۰۹ | پیتسبورگ، پنسیلوانیا  | ملون آرنا    | رندی اورتن (c) مقابل جان سینا در یک مسابقه ۶۰ دقیقه‌ ای مرد آهنین برای کمربند قهرمانی دبلیودبلیوئی | اسمکدان    | تیم راو (دی جنریشن ایکس (تریپل اچ و شاون مایکلز) (کاپیتان مشترک)، بیگ شو، کودی رودز، جک سواگر، کوفی کینگستون و مارک هنری در مقابل تیم اسمکدان ( کین و کریس جریکو، آر-تروث، مت هاردی، فینلی و سلسله هارت(تایسون کید و دیوید هارت اسمیت)) | [ ۱ ]  |
| ۲                                                      | برگینگ رایتس (۲۰۱۰) | ۲۴ اکتبر ۲۰۱۰ | مینیاپولیس، مینه سوتا | تارگت سنتر   | رندی اورتن (c) در مقابل وید برت برای کمربند قهرمانی دبلیودبلیوئی                                  | اسمکدان    | تیم راو (د میز (کاپیتان)، ازکیل جکسون، شیمس، جان موریسون، سی‌ام پانک ، سانتینو مارلا و آر-تروث) در مقابل تیم اسمکدان (بیگ شو (کاپیتان)، جک سواگر، کوفی کینگستون، تایلر رکس، آلبرتو دل ریو، ری میستریو، و ادج)                            | [ ۲ ]  |
| (c) - اشاره به قهرمان(هایی) دارد که به میدان رفته اند. |                     |               |                       |              |                                                                                                   |            | |        |